# Пропіоновокисле бродіння

Схема реакції пропіоновокислого бродіння

Пропіоновокисле бродіння — це метаболічний шлях анаеробного перетворення вуглеводів та молочної кислоти, що здійснюється деякими бактеріями, зокрема представниками родини Propionibacteriaceae, кінцевими продуктами якого є пропіонова та оцтова кислоти та вуглекислий газ. Бактерії, для яких характерне пропіоновокисле бродіння, використовуються у процесі виробництва швейцарських сортів сиру. Виділення кислот і газу цими мікроорганізмами важливе для остаточного формування смаку та утворення «вічок» у цих сирах.